# IC 2986
IC 2986 ist eine linsenförmige Galaxie vom Hubble-Typ SB0 mit aktivem Galaxienkern im Sternbild Großer Bär am Nordsternhimmel. Sie ist schätzungsweise 140 Millionen Lichtjahre von der Milchstraße entfernt und hat einen Durchmesser von etwa 30.000 Lichtjahren.

Im selben Himmelsareal befindet sich u. a. die Galaxie NGC 4020, IC 2984, IC 2985.
Das Objekt wurde am 6. Juni 1896 von Stéphane Javelle entdeckt.